# Mesopolobus pantnagarensis
Mesopolobus pantnagarensis is een vliesvleugelig insect uit de familie Pteromalidae. De wetenschappelijke naam is voor het eerst geldig gepubliceerd in 2006 door Gupta & Khan.